# Alphas Kishoyian
Alphas Leken Kishoyian (* 12. Oktober 1994 in Narok) ist ein gesperrter kenianischer Sprinter, der sich auf den 400-Meter-Lauf spezialisiert hat.

## Sportliche Laufbahn
Erste internationale Erfahrungen sammelte Alphas Kishoyian bei den 2010 erstmals ausgetragenen Olympischen Jugendspielen in Singapur, bei denen er in 47,24 s die Bronzemedaille im 400-Meter-Lauf gewann und mit einer gemischten Staffel auf den vierten Platz gelangte. Im Jahr darauf gewann er bei den Juniorenafrikameisterschaften in Gaborone in 46,71 s ebenfalls die Bronzemedaille über 400 Meter und gewann mit der kenianischen 4-mal-400-Meter-Staffel in 3:10,17 min die Silbermedaille. Anschließend nahm er an den Jugendweltmeisterschaften nahe Lille teil und gewann dort in 46,58 s die Silbermedaille, wie auch bei den darauf folgenden Commonwealth Youth Games in Douglas in 48,28 s. 2012 erreichte er bei den Juniorenweltmeisterschaften in Barcelona in 46,19 s den sechsten Platz und erhielt daraufhin einen Startplatz in der Staffel für die Olympischen Spiele in London, bei denen er im Vorlauf disqualifiziert wurde. Auch bei den Weltmeisterschaften 2013 in Moskau nahm er mit der Staffel teil, dort reichten 3:06,29 min aber nicht für einen Finaleinzug.
Bei den IAAF World Relays 2015 auf den Bahamas schied er mit der 4-mal-400-Meter-Staffel mit 3:05,92 min im Vorlauf aus und gelangte mit der Distanz-Staffel nach 9:17,20 min auf den zweiten Platz hinter dem Team aus den Vereinigten Staaten. Anschließend nahm er über 400 Meter an den Weltmeisterschaften in Peking teil, schied dort aber mit 46,02 s bereits in der ersten Runde aus. Daraufhin schied er bei den Militärweltspielen im südkoreanischen Mungyeong mit 46,98 s im Halbfinale aus, belegte mit der 4-mal-100-Meter-Staffel in 40,58 s den achten Platz und wurde mit der 4-mal-400-Meter-Staffel disqualifiziert. Im Jahr darauf belegte er bei den Afrikameisterschaften in Durban in 46,95 s den siebten Platz über 400 Meter, gelangte mit der 4-mal-100-Meter-Staffel in 39,97 s auf den fünften Platz und gewann mit der 4-mal-400-Meter-Staffel in 3:04,25 min die Silbermedaille hinter dem Team aus Botswana. Über 400 Meter qualifizierte er sich zudem erneut für die Olympischen Spiele in Rio de Janeiro, bei denen er mit 46,74 s im Vorlauf ausschied. Bei den IAAF World Relays 2017 siegte Kenia in der 4-mal-400-Meter-Staffel in 3:06,26 min im B-Finale und wurde in der gemischten Staffel in 3:23,79 min Sechste. 2018 belegte er bei den Afrikameisterschaften in Asaba in 46,08 s den vierten Platz und siegte mit der Staffel in neuem Meisterschaftsrekord von 3:00,92 min.
Bei den IAAF World Relays 2019 in Yokohama belegte er mit der 4-mal-200-Meter-Staffel in 1:22,55 min den vierten Platz. Anschließend nahm er erstmals an den Afrikaspielen in Rabat teil und belegte dort in 45,97 s den fünften Platz über 400 Meter. Er qualifizierte sich erneut für die Weltmeisterschaften in Doha und schied dort mit 45,55 s im Halbfinale aus und erreichte mit der gemischten Staffel mit 3:17,09 min nicht das Finale.
2013 und 2019 wurde Kishoyian kenianischer Meister im 400-Meter-Lauf.

### Dopingsperre
In einer Dopingprobe, genommen während eines Wettkampfes in Nairobi, wurde bei Kishoyian 19-Norandrosteron nachgewiesen und er für vier Jahre bis zum 28. Juli 2024 gesperrt sowie seine Wettkampfergebnisse ab dem 6. März 2020 annulliert.

## Persönliche Bestzeiten
- 400 Meter: 44,75 s, 11. Juli 2015 in Nairobi
  - 400 Meter (Halle): 48,08 s, 5. Februar 2020 in Ostrava